# Резвый Колодезь
Резвый Колодезь — хутор в Касторенском районе Курской области России. Входит в состав Семёновского сельсовета.

## География
Хутор находится в восточной части Курской области, в лесостепной зоне, в пределах юго-западной части Среднерусской возвышенности, к северу от реки Ведуги, на расстоянии примерно 14 километров (по прямой) к северо-востоку от посёлка городского типа Касторное, административного центра района. Абсолютная высота — 189 метров над уровнем моря.
Климат
Климат характеризуется как умеренный, со среднегодовой температурой воздуха +5,1 °C и среднегодовым количеством осадков 547 мм.
Часовой пояс
Хутор Резвый Колодезь, как и вся Курская область, находится в часовой зоне МСК (московское время). Смещение применяемого времени относительно UTC составляет +3:00.

## Население
| 1859 | 2002 | 2010 |
| ---- | ---- | ---- |
| 332  | ↘61  | ↘8   |

Гендерный состав
По данным Всероссийской переписи населения 2010 года в гендерной структуре населения мужчины составляли 62,5 %, женщины — соответственно также 37,5 %.
Национальный состав
Согласно результатам переписи 2002 года, в национальной структуре населения русские составляли 100 % из 61 чел.